# Wybory parlamentarne na Nauru w 1983 roku
Siódme wybory do Parlamentu Nauru miały miejsce 3 grudnia 1983 roku.
Na 45 kandydatów oddano 1930 głosów, 43 były nieważne. Na prezydenta wybrano po raz kolejny Hammera DeRoburta.

## Szczegółowe wyniki wyborów

### Aiwo
Głosy ważne – 250,

Głosy nieważne – 5.
| Miejsce | Kandydat                | Wartość głosów |
| ------- | ----------------------- | -------------- |
| 1       | René Reynaldo Harris    | 156,667        |
| 2       | Kinza Godfrey Clodumar  | 122,800        |
| 3       | Libokomedo David Agir   | 117,850        |
| 4       | Reginald Roderick Akiri | 94,667         |
| 5       | Pamela Ebotsina Scriven | 78,850         |

### Anabar
Głosy ważne – 156,

Głosy nieważne – 5.
| Miejsce | Kandydat                  | Wartość głosów |
| ------- | ------------------------- | -------------- |
| 1       | Ludwig Derangadage Scotty | 91,833         |
| 2       | Maein Deireragea          | 78,817         |
| 3       | Ande Sankey Dabuae        | 73,517         |
| 4       | John Daroa Olsson         | 58,300         |
| 5       | David Peter Gadaroa       | 53,733         |

### Anetan
Głosy ważne – 217,

Głosy nieważne – 3.
| Miejsce | Kandydat                          | Wartość głosów |
| ------- | --------------------------------- | -------------- |
| 1       | Roy Demanganuwe Degoregore        | 120,417        |
| 2       | Lawrence Stephen                  | 118,500        |
| 3       | Adago Deinuwea Bucky Idarabwe Ika | 107,417        |
| 4       | Ruby Eidagarube Dediya            | 105,750        |

### Boe
Głosy ważne – 164,

Głosy nieważne – 4.
| Miejsce | Kandydat                        | Wartość głosów |
| ------- | ------------------------------- | -------------- |
| 1       | Hammer DeRoburt                 | 121,000        |
| 2       | Nangindeit Temanimon Kenos Aroi | 105,000        |
| 3       | Yeru Boronga Uera               | 74,667         |

### Buada
Głosy ważne – 180,

Głosy nieważne – 1.
| Miejsce | Kandydat                | Wartość głosów |
| ------- | ----------------------- | -------------- |
| 1       | Ruben James Tullen Kun  | 111,533        |
| 2       | Vinson Franco Detenamo  | 87,017         |
| 3       | Alec Hindmarsh Stephen  | 74,883         |
| 4       | Manfred Rabaima Depaune | 72,733         |
| 5       | Rennie Angin Harris     | 65,833         |

### Meneng
Głosy ważne – 280,

Głosy nieważne – 9.
| Miejsce | Kandydat                    | Wartość głosów |
| ------- | --------------------------- | -------------- |
| 1       | James Ategan Bop            | 136,806        |
| 2       | Bobby Ingitebo Ralph Eoe    | 129,917        |
| 3       | John Carl Brechtefeld       | 96,949         |
| 4       | Paul Denabauwa Jeremiah     | 89,767         |
| 5       | Vinci Neil Clodumar         | 85,229         |
| 6       | David Audi Areymago Dabwido | 80,819         |
| 7       | Dogaben Alec Jimrock Harris | 73,579         |
| 8       | Dumas Dabwido               | 67,936         |

### Ubenide
Głosy ważne – 443,

Głosy nieważne – 11.
| Miejsce | Kandydat                              | Wartość głosów |
| ------- | ------------------------------------- | -------------- |
| 1       | Robidok Bagewa Buraro Detudamo        | 209,862        |
| 2       | Bernard Annen Auwen Dowiyogo          | 200,516        |
| 3       | Kennan Ranibok Adeang                 | 160,830        |
| 4       | Derog Gioura                          | 130,377        |
| 5       | Lagumot Gagiemem Nimidere Harris      | 128,867        |
| 6       | Ekedu Rarube Itsimaera                | 113,909        |
| 7       | Mark Dennis Kun                       | 102,709        |
| 8       | Nelson Eddy Scotty                    | 98,024         |
| 9       | Paul Lawrence Maginikieo Ribauw       | 82,371         |
| 10      | Aloysius Arabao Iyomogo Edrick Amwano | 70,068         |

### Yaren
Głosy ważne – 197,

Głosy nieważne – 5.
| Miejsce | Kandydat                             | Wartość głosów |
| ------- | ------------------------------------ | -------------- |
| 1       | Pres-Nimes Dabwadauw Ekwona          | 112,150        |
| 2       | Joseph Detsimea Audoa                | 107,867        |
| 3       | Alfred Derangdedage Bribirinang Dick | 85,500         |
| 4       | Leo Depagadogi Keke                  | 73,883         |
| 5       | Anthony Kododo Detsimea Audoa        | 70,417         |